# Ère Kanshō
L'ère Kanshō (寛正) est une des ères du Japon (年号, nengō, lit. « nom de l'année ») après l'ère Chōroku et avant l'ère Bunshō. Cette ère couvre la période allant du mois de décembre 1460 au mois de février 1466. Les empereurs régnants sont Go-Hanazono-tennō (後花園天皇) et Go-Tsuchimikado-tennō (後土御門天皇).

## Changement d'ère
- 1460 Kanshō gannen (寛正元年?) : Le nom de la nouvelle ère est créé pour marquer un événement ou une succession d'événements. La précédente ère se termine quand commence la nouvelle, en Chōroku 4.

## Événements de l'ère Kanshō
Jusqu'à la mort de l'ancien empereur Go-Komatsu en 1433, Go-Hanazono ne détient qu'un titre. Bien qu'il puisse être identifié comme le chef formel du dairi ou « gouvernement » impérial, il n'en est pas moins vrai que tout pouvoir réel dans la cour est exercé par son oncle « retiré ». Durant ces années, Go-Komatsu exerce un pouvoir indirect par la pratique spécifiquement japonaise dite de l'empereur cloîtré. Après la mort de Komatsu, Go-Hanazono bénéficie de trente ans de domination impériale indirecte et après qu'il quitte le trône du chrysanthème, Go-Hanozano entend que la pratique habituelle de gouvernement indirect par les empereurs cloîtrés soit reprise.
- 21 août 1464 (Kanshō 5, 19e jour du 7e mois) : Go-Hanazono abandonne son trône en faveur de son fils, le futur empereur Go-Tsuchimikado[3].

Après que Go-Hanazono a quitté le  trône, il n'y a plus d'abdications jusqu'en 1586 (Tenshō 14), quand l'empereur Ōgimachi confie les rênes du  gouvernement à un petit-fils qui sera connu sous le nom d'empereur Go-Yōzei. L'absence d'abdications est attribuable à l'état troublé du pays et au fait qu'il n'existe pas de résidence où loger un ancien empereur ni de fonds excédentaires dans la trésorerie pour subvenir à ses besoins. En la circonstance, l'ancien empereur vit encore sept ans après être descendu du trône. Go-Hanazono meurt le 18 janvier 1471 (Bunmei 3, 12e mois) à l'âge de cinquante-deux ans.
| Kanshō    | 1re  | 2e   | 3e   | 4e   | 5e   | 6e   | 7e   |
| Grégorien | 1460 | 1461 | 1462 | 1463 | 1464 | 1465 | 1466 |